# 太祖皇帝钦录
明太祖皇帝钦录是明太祖谕旨的辑录。明太祖皇帝钦录中的內容主要是朱元璋寫給其藩王诸子的圣旨以及函札，共106件。其中寫給其次子朱樉的聖旨共4件，寫給朱橚、朱桢、朱榑的聖旨共2件，寫給朱守谦的聖旨共3件，寫給朱棡的聖旨共96件。其中最早的聖旨寫於洪武十一年（1378年）七月十九日，最晚的为洪武三十一年（1398年）五月二十三日。
民国十四年（1925年），俞平伯在北京故宫检查文物時在景阳宫御书房发现了《明太祖皇帝钦录》以及《皇明祖训》，後來明太祖皇帝钦录收藏于台湾故宫博物院，该院在1970年9月出版的《故宫图书季刊》第1卷第4期中刊發了影印本。